# Vladimír Janočko (fotbalista)
Vladimír Janočko (* 2. prosince 1976, Košice) je bývalý slovenský fotbalový záložník a reprezentant Slovenska, který ukončil profesionální kariéru po sezoně 2013/14 v dresu slovenského druholigového klubu MFK Zemplín Michalovce. Mimo Slovensko prošel angažmá v Řecku a Rakousku.
Roku 2003 vyhrál anketu Fotbalista roku o nejlepšího slovenského fotbalistu. Jeho oblíbení hráči byli Marco van Basten, Jürgen Klinsmann, Peter Dubovský a Ľubomír Moravčík.
Po ukončení profesionální kariéry založil vlastní fotbalovou mládežnickou akademii.

## Klubová kariéra

### 1. FC Košice
Svoji fotbalovou kariéru začal v klubu 1. FC Košice. Do prvního mužstva se probojoval v roce 1994. S Košicemi získal dvakrát ligový titul a zahrál si v základní skupině Ligy mistrů UEFA.

### Škoda Xanthi
V roce 2000 přestoupil do týmu Škoda Xanthi působícího v řecké nejvyšší soutěži. Strávil zde pouze jednu sezónu, Škoda Xanthi se po jejím skončení umístila na osmém místě ligové tabulky.

### FK Austria Vídeň
V roce 2001 přestoupil do rakouského klubu Austria Vídeň za sumu 2 miliony dolarů, což byl tehdy přestupový rekord klubu. Během kariéry v Austrii dosáhl několika individuálních i týmových úspěchů, stal se např. Fotbalistou roku v Rakousku (2002) a získal dva ligové a tři pohárové triumfy.

### FC Red Bull Salzburg
Po pěti letech přestoupil do konkurenčního rakouského celku Red Bull Salzburg, jenž vedla dvojice známých fotbalových osobností Giovanni Trapattoni a Lothar Matthäus. Salzburg měl ty nejvyšší ambice včetně postupu do Ligy mistrů. I zde vyhrál Janočko s mužstvem dvakrát ligový titul, ale postup do základní skupiny LM se nezdařil. Vladimír začal ztrácet ze zdravotních důvodů a i díky širokému kádru postupně místo v základní sestavě. Po zisku druhého titulu po sezóně 2008/09 se rozhodl neprodloužit smlouvu.

### FC Admira Wacker Mödling
27. května 2009 podepsal kontrakt s druholigovým rakouským klubem Admira Wacker Mödling.

### MFK Zemplín Michalovce
V zimní přestávce 2012/13 přestoupil Janočko z nižší rakouské fotbalové soutěže z celku FC Leopoldsdorf do východoslovenského klubu MFK Zemplín Michalovce působícího tou dobou ve druhé slovenské lize. Zemplínu se nepodařil postup do 1. slovenské ligy a Vladimír oznámil 29. května 2014, že po posledním zápase v sezóně 2013/14 (31. května 2014) ukončí aktivní hráčskou kariéru, což se stalo.

## Reprezentační kariéra
Reprezentační kariéru v A-mužstvu Slovenska absolvoval 4. 9. 1999 v kvalifikačním utkání proti reprezentaci Rumunska (prohra 1:5). První gól v národním týmu si připsal 17. dubna 2002 na stadionu krále Baudouina v Bruselu, když v 82. minutě srovnával stav přátelského utkání proti domácí Belgii na konečných 1:1.
Ve slovenské seniorské reprezentaci odehrál celkem 41 utkání a vstřelil 3 góly.

### Reprezentační zápasy a góly
Zápasy Vladimíra Janočka v A-mužstvu Slovenska 
| Rok    | Zápasy | Góly |
| ------ | ------ | ---- |
| 1999   | 7      | 0    |
| 2000   | 5      | 0    |
| 2001   | 8      | 0    |
| 2002   | 4      | 1    |
| 2003   | 7      | 2    |
| 2004   | 6      | 0    |
| 2005   | 2      | 0    |
| 2006   | 2      | 0    |
| Celkem | 41     | 3    |

Góly Vladimíra Janočka v A-mužstvu slovenské reprezentace
| Gól | Datum       | Stadion                                  | Soupeř          | Skóre (min.) | Výsledek | Soutěž                   |
| --- | ----------- | ---------------------------------------- | --------------- | ------------ | -------- | ------------------------ |
| 010 | 17. 4. 2002 | Stadion krále Baudouina, Brusel, Belgie  | Belgie          | 01:1 0(82.)  | 1:1      | přátelské utkání         |
| 02  | 02. 4. 2003 | Tehelné pole, Bratislava                 | Lichtenštejnsko | 04:0 0(90.)  | 4:0      | kvalifikace na EURO 2004 |
| 03  | 11. 6. 2003 | Riverside Stadium, Middlesbrough, Anglie | Anglie          | 00:1 0(31.)  | 2:1      | kvalifikace na EURO 2004 |

## Úspěchy

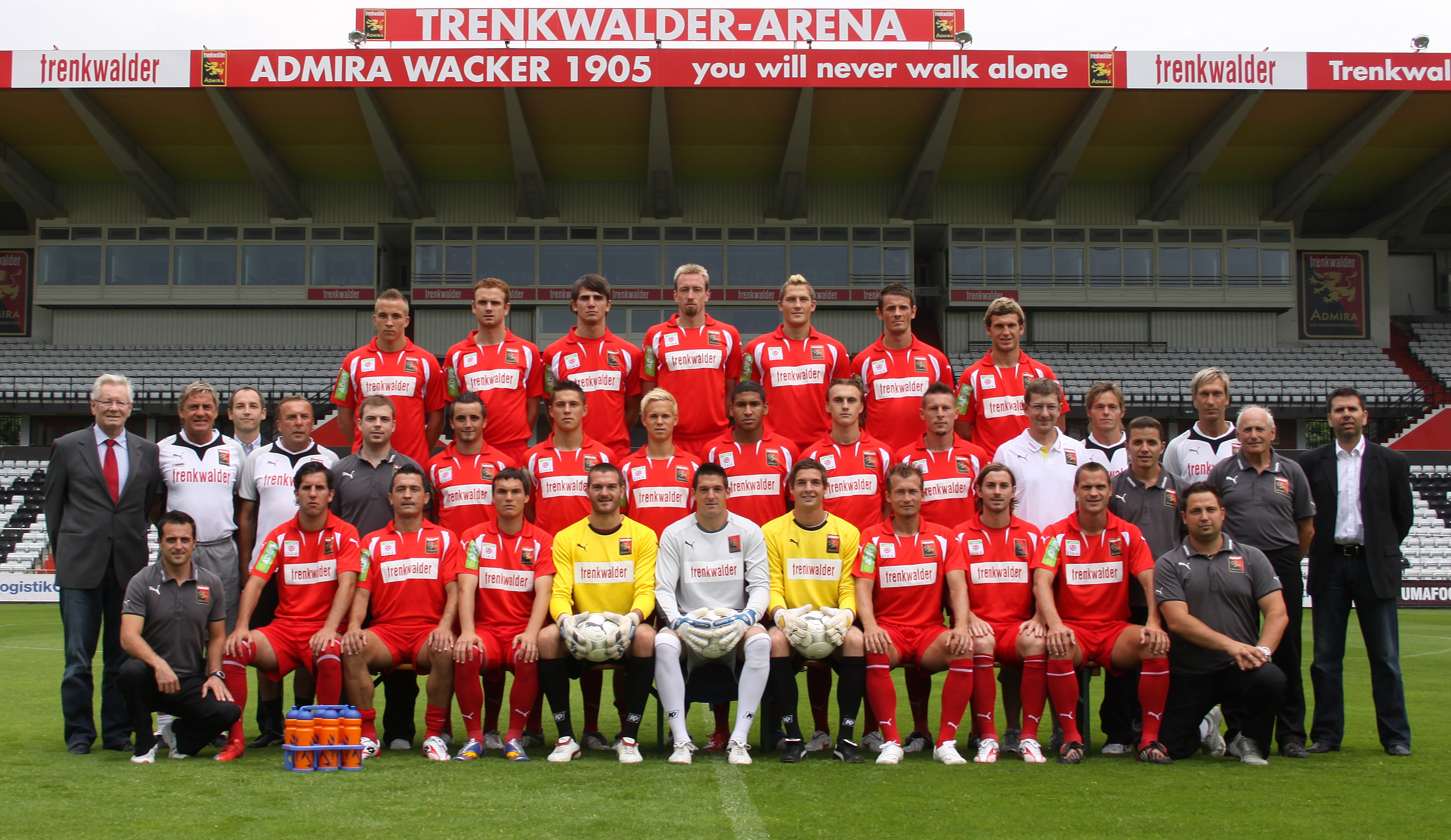
Sestava Admiry Wacker Mödling v létě 2009. Janočko sedí ve spodní řadě, čtvrtý zprava.

### Individuální
- Fotbalista roku 2002 v Rakousku (hlasování trenérů)[1][11]
- Fotbalista roku 2003 na Slovensku[1][2]
- vítěz ankety Bruno (nejlepší hráč rakouské Bundesligy) v sezóně 2002/03[1]
- člen Jedenáctky roku 1999 na Slovensku[1]